# Ричард Матесон
Ричард Бартон Матесон (енгл. Richard Burton Matheson; Њу Џерзи, 20. фебруар 1926 — Лос Анђелес, 23. јун 2013) био је амерички писац и сценариста. Углавном је писао фантастику, хорор и научну фантастику. Најпознатији је као писавц хорор романа Ја сам легенда (1954), који је екранизован четири пута. Аутор је сценарија за бројне епизоде епизоде ТВ-серијала Зоне сумрака продуцента Рода Серлинга.

## Биографија
Рођен је 20. фебруара 1926. у Алендејлу, Њу Џерзи. Његова деца, Крис и Ричард Кристијан, такође су писци фантастике. Умро је 23. јуна 2013. у Лос Анђелесу.

## О делу Ричарда Метисона
Опус Ричарда Матесона представља прожимање научне фантастике и хорора са мањим или већим уделом чисте фантастике. Матесон је током каријере писао крими и вестрн романе. Писао је романе, али и серије збирки кратких прича. Писао је лако препознатљива жанровска дела. Користио је сва средства да исприча прилично убедљиву причу не марећи за жанр. Он је креативан и изузетно успешан у спајању жанрова.